# 무라세 사에
무라세 사에(일본어: 村瀬 紗英,むらせ さえ, 1997년 3월 30일 - )는 일본 여성 아이돌 그룹 전 NMB48 팀N의 멤버이다.

## 개요
- 전 NMB48 팀N 멤버.
- 2009년 러브베리너 최종 후보자, 전 "니콜라" 독자모델.
- 2012년 1월 26일부터 팀M이 결성되어, 정식 멤버로 승격.
- 2020년 12월 23일 NMB48 졸업.

## 출연
- PRODUCE 48 (2018년 6월 15일 ~ 2018년 8월 24일)